# Питър Уорън Диз
Питър Уорън Диз (на английски: Peter Warren Dease) е английски арктически изследовател, търговец на кожи.

## Произход и търговска дейност (1788 – 1836)
Роден е на 1 януари 1788 година на остров Мичилимакинак на езерото Хюрън, Британска колония (днес остров Макинак в щата Мичигън, САЩ), четвърти син на доктор Джон Диз, капитан и заместник-председател на Асоциацията по индианските въпроси. На 6-годишна възраст семейството му се премества в Монреал, а на 13-годишна – Диз започва работа в компания за търговия с кожи. Първо работи в „Северозападната компания“ около Голямото Робско езеро, а през 1804 – около езерото Атабаска. През 1817 се премества на северозапад – в басейна на река Маккензи.
През 1823 Диз е поканен да участва в експедиция за изследване басейна на река Финли (дясна съставяща на Пис Ривър, от басейна на Маккензи) с цел развиване на търговията с кожи в този район, но той не е в състояние да участва поради други задължения.

## Експедиционна дейност (1825 – 1839)

### Първа експедиция (1825 – 1827)
През 1825 – 1827 взема дейно участие в експедицията на Джон Франклин, на длъжността заместник-командир. По време на експедицията отговаря за контактите с местното население, поради знанието му на различните индиански наречия в района. Контролира строителството на Форт Франклин на брега на Голямото Мече езеро.
След завръщането си от експедицията на Джон Франклин, Диз напуска „Северозападната компания“ и през 1828 става член на управителния съвет на „Компанията Хъдзънов залив“ за търговия с кожи. Той ръководи търговията с кожи в басейна на новооткритата река Пийл. През 1830 става управител на отдела за търговия с кожи около езерото Фрейзър, а през 1835 взима отпуск поради влошаване на зрението му и поради активното му участие в организиране на нова полярна експедиция.

### Изследване северното крайбрежие на Северна Америка (1836 – 1839)
Към средата на 30-те години на ХІХ век големи участъци от северното крайбрежие на Северна Америка са напълно неизвестни. Не е завършено и изследването на северозападните брегове на континента. По разпореждане на компанията, в която Диз служи, през 1836 е назначен за ръководител на експедиция от 19 души, която да проучи неизвестните северни брегове на Северна Америка. През лятото на 1837, заедно с Томас Симпсън (1808 – 1840), с лодки се спускат по река Маккензи и изследват северното крайбрежие на Северна Америка на запад от делтата на реката до нос Бароу (4 август, 71°23′ с. ш. 156°29′ з. д. / 71.383333° с. ш. 156.483333° з. д.). На изток от носа открива залива Диз (155º 26` з.д.), нос Симпсън (1 август, 70°59′ с. ш. 154°34′ з. д. / 70.983333° с. ш. 154.566667° з. д.), на входа на новооткрития залив Смит (70°52′ с. ш. 154°20′ з. д. / 70.866667° с. ш. 154.333333° з. д.) и долното течение на река Колвил (над 800 km, най-голямата река в Северна Аляска). Двамата зимуват близо до Голямото Мече езеро.
На 6 юни 1838, отново двамата, с две лодки се изкачват на североизток по река Диз, спускат се по река Копърмайн и на 1 юли достигат до залива Коронейшън. Преминават на север от залива Батърст и на 9 август достигат до 68°16′ с. ш. 109°20′ з. д. / 68.266667° с. ш. 109.333333° з. д.. От там Симпсън самостоятелно, преминава по леда на североизток (покрай северния бряг на п-ов Кент) и на 20 август, на 106° з.д., вижда на север голяма земя (южния бряг на остров Виктория), след което се връща обратно, където го чака Диз. Зимуват отново до Голямото Мече езеро.
През лятото на 1839 морето в района на залива Коронейшън и на изток от него е напълно свободен от ледове и за плаването на лодките на двамата пътешественици няма никакви препятствия. На изток от залива Батърст на 9 август откриват протока Диз (68º 50` с.ш., отделящ п-ов Кент от остров Виктория), заобикалят нос Александър (68°56′ с. ш. 106°11′ з. д. / 68.933333° с. ш. 106.183333° з. д., в най-тясната част на протока) и откриват залива Куийн Мод (68°20′ с. ш. 102°00′ з. д. / 68.333333° с. ш. 102° з. д.). Пресичат го от запад на изток и откриват протока Симпсън (97º 40` з.д., отделящ п-ов Аделаида от остров Кинг Уилям) и в залива Чантри достигат до 68°28′ с. ш. 94°14′ з. д. / 68.466667° с. ш. 94.233333° з. д.. На обратния път двамата изследват около 100 km от южния бряг на остров Кинг Уилям и около 250 km от югозападния бряг на остров Виктория.
По време на зимуването през 1839 – 1840, Симпсън завършва описанието на пътешествието "Разказ за откритията в северозападната част на Америка, извършени от служителите на „Компанията Хъдзънов залив“ през 1836 – 1839" (Лондон, 1843) и заминава за Англия през САЩ, но на 16 юни 1840 е убит на река Мисисипи от своите спътници-индианци. Лондонското географско дружество посмъртно му присъжда златен медал, а Диз, като един от видните изследователи на Американска Арктика е оценен чак от по-късните изследователи на тези райони.

## Следващи години (1839 – 1863)
След завръщането си от експедицията Диз излиза в отпуск и му е определена пожизнена пенсия от £ 100 от кралица Виктория. През август 1840 Диз се жени за Елизабет Чоуинард, от която има осем деца (четири сина и четири дъщери). Премества се във ферма близо до Монреал. През 1843 напуска „Компанията Хъдзънов залив“ и до края на живота си живее спокойно във фермата си, където почива на 17 януари 1863 година на 75-годишна възраст.

## Памет
Неговото име носят:
- езеро Диз (58°38′ с. ш. 130°04′ з. д. / 58.633333° с. ш. 130.066667° з. д.) в провинция Британска Колумбия, Канада;
- залив Диз (71°02′ с. ш. 155°26′ з. д. / 71.033333° с. ш. 155.433333° з. д.) на море Бофорт, на северното крайбрежие на Аляска;
- залив Диз Арм в северната част на Голямото Мече езеро в Канада;
- нос Диз (68°21′ с. ш. 104°58′ з. д. / 68.35° с. ш. 104.966667° з. д.) в Северна Канада, на югозападното крайбрежие на залива Куийн Мод;
- проток Диз – между остров Виктория на север и п-ов Кент на юг, свързващ заливите Коронейшън на запад и Куийн Мод на изток;
- река Диз, в провинция Британска Колумбия, Канада;
- река Диз, в Северна Канада, вливаща се от североизток в Голямото Мече езеро.